# Robbie Ivison
Robbie Ivison (sinh ngày 5 tháng 9 năm 2000 in Carlisle) là một cầu thủ bóng đá người Anh thi đấu cho Gretna 2008, ở vị trí tiền vệ.

## Sự nghiệp
Ivison bắt đầu sự nghiệp với Carlisle United, chuyển đến Queen of the South vào tháng 4 năm 2017 lúc 16 tuổi.
Ivison kí hợp đồng với Gretna 2008 vào tháng 7 năm 2020 sau một muàu giải tại Tow Law Town.